# Joan Majó i Cruzate
|  | No s'ha de confondre amb Jordi Majó i Ruaix. |

Joan Majó i Cruzate (Mataró, El Maresme, 1939), és un enginyer i polític català que fou Ministre d'Indústria i Energia entre 1985 i 1986.

## Biografia
Va néixer el 30 de maig de 1939 a la ciutat de Mataró, població de la comarca del Maresme. Va estudiar enginyeria industrial a la Universitat Politècnica de Catalunya, en la qual també es va doctorar. L'any 1963, juntament amb Joan Peracaula i Antoni Clavell, va fundar l'empresa d'informàtica Telesincro, companyia que fabricaria el que es considera el primer ordinador de l'estat espanyol, el Factor-P. Entre 1970 i 1980 fou degà del Col·legi d'Enginyers Industrials de Catalunya.

## Activitat política
Membre del Partit dels Socialistes de Catalunya (PSC) fou escollit alcalde de la ciutat de Mataró en les eleccions municipals de 1979. Nomenat director general d'Electrònica i Informàtica amb l'arribada al poder del Partit Socialista Obrer Espanyol (PSOE) en les eleccions generals de 1982, fou nomenat l'any 1985 Ministre d'Indústria i Energia en la remodelació del primer govern de Felipe González, càrrec que ocupà fins a les eleccions de 1986, any en què fou elegit diputat al Congrés per la província de Barcelona, càrrec que abandonà poc després. El 2017 va donar-se de baixa del PSC en desacord amb la posició del partit durant el procés independentista català.

## Activitat professional
Va abandonar el govern l'any 1986, dirigint la seva activitat cap a l'empresa privada on ha ocupat diversos càrrecs directius. A més de desenvolupar la seva labor en l'àmbit empresarial ha estat molt vinculat a la política de telecomunicacions, investigació, comunicacions i Ciència de la Unió Europea després de participar en el Comitè Organitzador dels Jocs Olímpics de Barcelona 1992. És Conseller assessor de la Comissió Europea en matèria de telecomunicacions i informàtica, President del "Information Society Forum" de Brussel·les, del "European Institute for Media" de Düsseldorf i President del Comitè d'Experts que va avaluar la política científica i tecnològica europea per encàrrec del Parlament Europeu i del Consell de la Unió Europea.
L'any 2004 va ser nomenat director general de la Corporació Catalana de Ràdio i Televisió, càrrec del qual va cessar el 29 de febrer de 2008 amb motiu de la transformació en Corporació Catalana de Mitjans Audiovisuals segons la nova legislació. És assessor d'Endesa a Catalunya.
És president de la Fundació Ernest Lluch, vicepresident del Cercle pel Coneixement, de la Fundació Jaume Bofill i membre numerari de la Reial Acadèmia de Ciències i Arts de Barcelona. Col·labora als diaris El País i Ara.

## Obres
- 2009: No m'ho crec. Magrana Edicions
- 2010: Després de tocar fons. Magrana Edicions. ISBN 9788474106497
- 2011: Luz al final del túnel. RBA Ediciones. ISBN 9788498679069
- 2013: El món que ve... ja el tenim aquí. Magrana Edicions. ISBN 9788482646206